# Mihai Virgil Marian
Mihai Virgil Marian (n. 11 noiembrie 1893, Beldiu, județul Alba – d. 29 iunie 1963, Cluj-Napoca, județul Cluj) a fost un deputat în Marea Adunare Națională de la Alba Iulia, organismul legislativ reprezentativ al „tuturor românilor din Transilvania, Banat și Țara Ungurească”, cel care a adoptat hotărârea privind Unirea Transilvaniei cu România, la 1 decembrie 1918:p. 97 .

## Biografie
A urmat studiile juridice la Universitatea din Cluj, trăind și profesând ca avocat în Teiuș:p. 176.
Mihai Virgil Marian a fost licențiat al Academiei Comerciale, iar după 1918 profesează la Ministerul Muncii, ajungând la gradul de Inspector General, după ce îndeplinește timp de patru ani funcția de director al Fondului Muncii:p. 80.

## Activitatea politică
Ca deputat în Adunarea Națională din 1 decembrie 1918 a fost delegat al Tinerimii Universitare Române din Cluj:p. 97.